# جان آلدرسون (بازیکن فوتبال)
جان آلدرسون (انگلیسی: John Alderson؛ ۵ مارس ۱۹۱۰– ۱۹۸۶ (۷۵−۷۶ سال)) بازیکن فوتبال اهل بریتانیا بود.
از باشگاه‌هایی که در آن بازی کرده است می‌توان به باشگاه فوتبال استوک سیتی و باشگاه فوتبال دارلینگتون اشاره کرد. او در انگلستان متولد شد.